# Copa do Mundo FIFA de Futebol de Areia de 2024
A Copa do Mundo FIFA de Futebol de Areia de 2024 foi a vigésima segunda edição da principal competição desse esporte, sendo a décima segunda organizada pela Federação Internacional de Futebol (FIFA). O evento foi realizado em Dubai, nos Emirados Árabes Unidos entre os dias 15 e 25 de fevereiro, sendo a segunda vez que o país recebeu a competição; a primeira sendo em 2009.
Esta edição estava definida inicialmente para ocorrer em 2023, após a FIFA anunciar em novembro de 2017 que a Copa do Mundo continuaria a ser realizada bienalmente em anos ímpares para o período 2018–2024. O processo de licitação para a referida edição foi posteriormente aberto pela FIFA em outubro de 2021, sendo concluído com a escolha dos Emirados Árabes Unidos como anfitriões em dezembro de 2022, e marcado para acontecer entre 16 a 26 de novembro de 2023. No entanto, em junho de 2023, o torneio foi adiado para fevereiro de 2024, a fim de dar mais tempo aos organizadores para se prepararem para o evento. Como consequência, sua marca original de 2023 foi abandonada e posteriormente passou a ser chamada de edição de 2024.
O Brasil venceu seu 15º título mundial no esporte, sendo o sexto desde que a competição passou a ser organizada pela FIFA, ao vencer a Itália na final por 6–4.

## Candidatura
O cronograma de licitação original para determinar os anfitriões foi o seguinte:
- 6 de outubro de 2021 – FIFA abre processo licitatório.
- 29 de outubro de 2021 – Prazo final para as associações nacionais declararem interesse em sediar a FIFA.
- 1º de novembro de 2021 – A FIFA distribui documentos detalhando a campanha de inscrição e as condições de participação para as associações licitantes analisarem.
- 26 de novembro de 2021 – Prazo final para as associações reafirmarem suas intenções de licitação, concordando com os termos dos documentos.
- 30 de janeiro de 2022 – Prazo final para as nações prepararem e enviarem seus pacotes completos de licitações para serem avaliados pela FIFA.
- 31 de março de 2022 – Anfitriões anunciados pela FIFA.

Em 8 de dezembro de 2021, a FIFA revelou que cinco associações haviam afirmado suas intenções de licitação:
- Bahrein
- Colômbia
- Emirados Árabes Unidos
- Seicheles
- Tailândia

Em 14 de fevereiro de 2022, a FIFA anunciou que três das cinco federações tinham apresentado candidaturas até à fase final do processo, com a retirada da Colômbia e da Tailândia.
A confirmação da concessão dos direitos de hospedagem deveria ser anunciada na reunião do conselho da FIFA em Doha, no Catar, em 31 de março de 2022. No entanto, nenhum anúncio foi feito; deveria então ser concedido em sua reunião em Auckland, Nova Zelândia, em 22 de outubro de 2022, mas foi anunciado na reunião que a decisão havia sido adiada novamente até uma reunião subsequente do conselho. Os Emirados Árabes Unidos receberam os direitos de sede do torneio de 2023, enquanto as Seychelles foram premiadas para a edição de 2025 em 16 de dezembro de 2022.

## Equipes participantes
Um total de 16 seleções se qualificaram para o torneio final, sendo que a nação anfitriã, os Emirados Árabes Unidos, já tinha vaga garantida automaticamente. As demais 15 seleções advieram de torneios continentais realizados pelas seis confederações do futebol associadas à FIFA.
Nota: As estatísticas de aparição abaixo referem-se apenas à era FIFA das Copas do Mundo (desde 2005).
| Confederação                                  | Torneio qualificatório                | Seleção                | Aparição | Última | Melhor resultado anterior                                  |
| --------------------------------------------- | ------------------------------------- | ---------------------- | -------- | ------ | ---------------------------------------------------------- |
| AFC (Ásia)                                    | País sede                             | Emirados Árabes Unidos | 8ª       | 2021   | Fase de grupos (2007, 2008, 2009, 2013, 2017, 2019 e 2021) |
| AFC (Ásia)                                    | Copa da Ásia de 2023                  | Irã                    | 8ª       | 2017   | Terceiro lugar (2017)                                      |
| AFC (Ásia)                                    | Copa da Ásia de 2023                  | Japão                  | 12ª      | 2021   | Vice-campeão (2021)                                        |
| AFC (Ásia)                                    | Copa da Ásia de 2023                  | Omã                    | 5ª       | 2021   | Fase de grupos (2011, 2015, 2019 e 2021)                   |
| CAF (África)                                  | Campeonato Africano de Nações de 2022 | Egito                  | 1ª       | —      | Estreante                                                  |
| CAF (África)                                  | Campeonato Africano de Nações de 2022 | Senegal                | 9ª       | 2021   | Quarto lugar (2021)                                        |
| CONCACAF (América do Norte, Central e Caribe) | Campeonato da CONCACAF de 2023        | Estados Unidos         | 7ª       | 2021   | Fase de grupos (2005, 2006, 2007, 2013, 2019 e 2021)       |
| CONCACAF (América do Norte, Central e Caribe) | Campeonato da CONCACAF de 2023        | México                 | 7ª       | 2019   | Vice-campeão (2007)                                        |
| CONMEBOL (América do Sul)                     | Copa América de 2023                  | Argentina              | 9ª       | 2015   | Quartas de final (2005, 2006, 2008 e 2013)                 |
| CONMEBOL (América do Sul)                     | Copa América de 2023                  | Brasil                 | 12ª      | 2021   | Campeão (2006, 2007, 2008, 2009 e 2017)                    |
| CONMEBOL (América do Sul)                     | Copa América de 2023                  | Colômbia               | 1ª       | —      | Estreante                                                  |
| OFC (Oceania)                                 | Copa das Nações da OFC de 2023        | Taiti                  | 7ª       | 2021   | Vice-campeão (2015 e 2017)                                 |
| UEFA (Europa)                                 | Eliminatórias da UEFA                 | Bielorrússia           | 3ª       | 2021   | Fase de grupos (2019 e 2021)                               |
| UEFA (Europa)                                 | Eliminatórias da UEFA                 | Espanha                | 9ª       | 2021   | Vice-campeão (2013)                                        |
| UEFA (Europa)                                 | Eliminatórias da UEFA                 | Itália                 | 9ª       | 2019   | Vice-campeão (2008 e 2019)                                 |
| UEFA (Europa)                                 | Eliminatórias da UEFA                 | Portugal               | 11ª      | 2021   | Campeão (2015 e 2019)                                      |

## Sede
Um único local foi usado na cidade de Dubai. Apesar de ser uma cidade litorânea com praias, o estádio localizou-se no "Design District" do interior da cidade. Sediou todas as 32 partidas da competição, com capacidade para 3 900 espectadores e foi uma construção temporária construída especificamente para a competição; sua montagem levou apenas 25 dias, em comparação com a duração típica de 60 a 90 dias.

## Árbitros
Esta é a lista de árbitros que atuaram na Copa do Mundo de Futebol de Areia de 2024:
| Árbitros                                                                         |     |
| AFC                                                                              | AFC |
| -------------------------------------------------------------------------------- | --- |
| KUW Abdulaziz Abdullah UAE Ibrahim Alraeesi OMA Turki Al Salehi JPN Yuchi Hatano |     |
| CAF                                                                              |     |
| MAD Said Hachim NGA Jelili Ogunmuyiwa MRI Louis Siave                            |     |
| CONCACAF                                                                         |     |
| DOM Juan Ángeles PAN Gumercindo Batista SLV Gonzalo Carballo                     |     |
| OFC                                                                              |     |
| TAH Aurélien Planchais-Godefroy                                                  |     |

| CONMEBOL | CONMEBOL |
| --- | -------- |
| BRA Lucas Estevão URU Aecio Fernández COL Jorge Gómez PER Micke Palomino ARG Mariano Romo                                                                                              |          |
| UEFA |          |
| LVA Eduards Borisēvičs ITA Saverio Bottalico ESP Francisco de Oses Bumedien POR Sérgio Gomes Soares LTU Vitalij Gomolko AZE Ingilab Mammadov POL Łukasz Ostrowski BUL Vladimir Tashkov |          |

## Sorteio
O sorteio foi realizado em 6 de outubro de 2023, às 18h30 locais na Biblioteca Mohammed Bin Rashid em Dubai, capital dos Emirados Árabes Unidos. O sorteio foi realizado pelos ex-futebolistas Christian Karembeu e Saad Bakheet Mubarak.
As 16 equipes foram divididas em quatro grupos de quatro equipes, com o anfitrião automaticamente classificado para o Pote 1 e colocado na primeira posição do Grupo A, enquanto as equipes restantes foram classificadas em seus respectivos potes com base em seus resultados nas últimas cinco edições (torneios mais recentes com maior peso), com pontos de bônus concedidos aos campeões das confederações. Equipes da mesma confederação não poderiam se enfrentar na primeira fase.
| Pote 1                                                      | Pote 2                              | Pote 3                                          | Pote 4                                  |
| ----------------------------------------------------------- | ----------------------------------- | ----------------------------------------------- | --------------------------------------- |
| - Emirados Árabes Unidos (como A1) - Brasil - Japão - Taiti | - Irã - Itália - Portugal - Senegal | - Bielorrússia - Espanha - Estados Unidos - Omã | - Argentina - Colômbia - Egito - México |

## Fase de grupos
O calendário das partidas foi divulgado em 6 de outubro de 2023, após o sorteio.
Na fase de grupos, se uma partida terminasse empatada ao final do tempo normal de jogo, uma prorrogação seria disputada (um período de três minutos) seguida, se necessário, de chutes na marca de pênalti para determinar o vencedor. Cada equipe ganha três pontos por vitória no tempo regulamentar, dois pontos por vitória na prorrogação, um ponto por vitória na disputa de pênaltis e nenhum ponto por derrota. As duas primeiras equipes de cada grupo avançaram para as quartas de final.
Critérios de desempate
As classificações das equipes em cada grupo são determinadas da seguinte forma:
1. Pontos obtidos em todas as partidas do grupo;
2. Diferença de gols em todos os jogos do grupo;
3. Número de gols marcados em todas as partidas do grupo;

Se duas ou mais equipes terminarem empatadas com base nos três critérios acima, suas classificações serão determinadas da seguinte forma:
1. Pontos obtidos nas partidas do grupo entre as equipes em questão;
2. Diferença de gols nas partidas do grupo entre as equipes em questão;
3. Número de gols marcados nas partidas do grupo entre as equipes em questão;
pontos de fair play em todas as partidas do grupo;
  - Cartão amarelo: −1 ponto;
  - Cartão vermelho indireto (segundo cartão amarelo): −3 pontos;
  - Cartão vermelho direto: −4 pontos;
  - Cartão amarelo e cartão vermelho direto: −5 pontos;

1. Sorteio pelo Comitê Organizador da FIFA.

|  | Equipes classificadas às quartas de final |

Todas as partidas seguem o fuso horário local (UTC+4).

### Grupo A
| Seleção                | P | J | V | V+ | VP | D | GP | GC | SG |
| ---------------------- | - | - | - | -- | -- | - | -- | -- | -- |
| Itália                 | 6 | 3 | 2 | 0  | 0  | 1 | 9  | 3  | +6 |
| Emirados Árabes Unidos | 6 | 3 | 1 | 1  | 1  | 0 | 5  | 3  | +2 |
| Egito                  | 2 | 3 | 0 | 1  | 0  | 2 | 8  | 12 | –4 |
| Estados Unidos         | 0 | 3 | 0 | 0  | 0  | 3 | 7  | 11 | –4 |

| 15 de fevereiro | Estados Unidos | 1 – 3                             | Itália                                 | Estádio Dubai Design District, Dubai   |
| 15:30           | Rezende 11'    | Relatório (BSWW) Relatório (FIFA) | Gentilin 2' · Zurlo 12' · Giordani 20' | Público: 711 Árbitro: ARG Mariano Romo |

| 15 de fevereiro | Emirados Árabes Unidos        | 2 – 1                             | Egito     | Estádio Dubai Design District, Dubai    |
| 19:30           | W. Beshr 8' · A. Mohammad 15' | Relatório (BSWW) Relatório (FIFA) | Paulo 32' | Público: 2 253 Árbitro: COL Jorge Gómez |

| 17 de fevereiro | Itália                                                                             | 6 – 2                             | Egito         | Estádio Dubai Design District, Dubai        |
| 15:30           | Sciacca 8' · Bertacca 12' · Miceli 15' · Gentilin 21' · Fazzini 25' · Giordani 35' | Relatório (BSWW) Relatório (FIFA) | Sasa 11', 17' | Público: 2 465 Árbitro: URU Aecio Fernández |

| 17 de fevereiro | Emirados Árabes Unidos                | 3 – 2 (pro)                       | Estados Unidos        | Estádio Dubai Design District, Dubai         |
| 19:30           | Eid 16' · Abbas 24' · A. Mohammad 39' | Relatório (BSWW) Relatório (FIFA) | Toth 27' · Canale 36' | Público: 3 127 Árbitro: BUL Vladimir Tashkov |

| 19 de fevereiro | Egito                                               | 5 – 4 (pro)                       | Estados Unidos                            | Estádio Dubai Design District, Dubai         |
| 15:30           | Paulo 10', 11', 30' · Elshahat 33' (pen) · Taha 38' | Relatório (BSWW) Relatório (FIFA) | Canale 10', 16' · Collier 16' · Navas 24' | Público: 749 Árbitro: LVA Eduards Borisēvičs |

| 19 de fevereiro | Itália | 0 – 0 (pro)                       | Emirados Árabes Unidos | Estádio Dubai Design District, Dubai    |
| 19:30           |        | Relatório (BSWW) Relatório (FIFA) |                        | Público: 3 305 Árbitro: MAD Said Hachim |

|                                    |       | Penalidades                |  |
| Bertacca Giordani Fazzini Gentilin | 1 – 3 | H. Mohamed K. Ali W. Beshr |  |

### Grupo B
| Seleção   | P | J | V | V+ | VP | D | GP | GC | SG |
| --------- | - | - | - | -- | -- | - | -- | -- | -- |
| Irã       | 7 | 3 | 2 | 0  | 1  | 0 | 17 | 12 | +5 |
| Taiti     | 6 | 3 | 2 | 0  | 0  | 1 | 12 | 11 | +1 |
| Argentina | 3 | 3 | 1 | 0  | 0  | 2 | 11 | 14 | –3 |
| Espanha   | 0 | 3 | 0 | 0  | 0  | 3 | 13 | 16 | –3 |

| 15 de fevereiro | Taiti                                              | 4 – 3                             | Argentina                    | Estádio Dubai Design District, Dubai      |
| 17:00           | Salem 13', 31' · Li Fung Kuee 21' · Tiniraurii 30' | Relatório (BSWW) Relatório (FIFA) | Ponzetti 2', 32' · Pomar 34' | Público: 813 Árbitro: LTU Vitalij Gomolko |

| 15 de fevereiro | Espanha                                                     | 6 – 6 (pro)                       | Irã                                                         | Estádio Dubai Design District, Dubai          |
| 21:00           | D. Ardil 1', 10' · Chiky 7', 39' · Kuman 18' · J. Arias 21' | Relatório (BSWW) Relatório (FIFA) | Mesigar 12' · Mokhtari 15', 22', 31' (pen), 35' · Amiri 37' | Público: 3 006 Árbitro: NGA Jelili Ogunmuyiwa |

|                              |       | Penalidades                             |  |
| Antonio Chiky J. Arias Pedro | 1 – 3 | Mokhtari Mirshekari Mohammadpour Akbari |  |

| 17 de fevereiro | Espanha                            | 3 – 5                             | Taiti                                                       | Estádio Dubai Design District, Dubai       |
| 17:00           | J. Arias 3' · Batis 10' · Dona 15' | Relatório (BSWW) Relatório (FIFA) | Taiarui 17' · Tepa 23' · Labaste 23' · Tinirauarii 24', 36' | Público: 2 622 Árbitro: PER Micke Palomino |

| 17 de fevereiro | Argentina                              | 3 – 6                             | Irã                                                                                      | Estádio Dubai Design District, Dubai    |
| 21:00           | Medero 11', 34' · Holmedilla 18' (pen) | Relatório (BSWW) Relatório (FIFA) | Mokhtari 4' · Behzadpour 7' · Amiri 11' · Moradi 34' · Mohammadpour 35' · Mirshekari 35' | Público: 3 458 Árbitro: MRI Louis Siave |

| 19 de fevereiro | Argentina                                                                  | 5 – 4                   | Espanha                                   | Estádio Dubai Design District, Dubai     |
| 17:00           | Holmedilla 18' · Rutterschmidt 18' · Ponzetti 29' · Pomar 32' · Medero 35' | (BSWW) Relatório (FIFA) | J. Arias 19' · Chiky 23', 29' · Kuman 36' | Público: 1 066 Árbitro: JPN Yuchi Hatano |

| 19 de fevereiro | Irã                                                                   | 5 – 3                   | Taiti                                    | Estádio Dubai Design District, Dubai            |
| 21:00           | Behzadpour 24', 31' · Mirjalili 28' · Tehau 32' (g.c.) · Mokhtari 35' | (BSWW) Relatório (FIFA) | Labaste 14' · Tinirauarii 22' · Tepa 32' | Público: 3 458 Árbitro: POR Sérgio Gomes Soares |

### Grupo C
| Seleção      | P | J | V | V+ | VP | D | GP | GC | SG |
| ------------ | - | - | - | -- | -- | - | -- | -- | -- |
| Bielorrússia | 9 | 3 | 3 | 0  | 0  | 0 | 13 | 6  | +7 |
| Japão        | 6 | 3 | 2 | 0  | 0  | 1 | 10 | 9  | +1 |
| Senegal      | 3 | 3 | 1 | 0  | 0  | 2 | 13 | 15 | –2 |
| Colômbia     | 0 | 3 | 0 | 0  | 0  | 3 | 6  | 12 | –6 |

| 16 de fevereiro | Colômbia                         | 2 – 3                             | Japão                          | Estádio Dubai Design District, Dubai       |
| 15:30           | De Ávila 22' (pen) · Pantoja 35' | Relatório (BSWW) Relatório (FIFA) | Akaguma 2' · Ozu 19' · Oba 26' | Público: 868 Árbitro: SLV Gonzalo Carballo |

| 16 de fevereiro | Senegal                                           | 4 – 6                             | Bielorrússia                                             | Estádio Dubai Design District, Dubai        |
| 19:30           | Samb 13' · Man. Diagne 20', 36' · Mendy 33' (pen) | Relatório (BSWW) Relatório (FIFA) | Hapon 11', 16', 31' · Bryshtel 13', 21' · Piatrouski 27' | Público: 1 004 Árbitro: OMA Turki Al Salehi |

| 18 de fevereiro | Japão                   | 1 – 3                             | Bielorrússia                           | Estádio Dubai Design District, Dubai      |
| 17:00           | Kanstantsinau 3' (g.c.) | Relatório (BSWW) Relatório (FIFA) | Bryshtel 5' · Avgustov 20' · Drozd 23' | Público: 1 411 Árbitro: BRA Lucas Estevão |

| 18 de fevereiro | Senegal                                                              | 5 – 3                             | Colômbia                          | Estádio Dubai Design District, Dubai           |
| 21:00           | Mam. Diagne 14' · Faye 19' · Mendy 29' · Ndoye 31' · Man. Diagne 36' | Relatório (BSWW) Relatório (FIFA) | López 2' · Ossa 8' · De Ávila 27' | Público: 2 248 Árbitro: KUW Abdulaziz Abdullah |

| 20 de fevereiro | Bielorrússia                      | 4 – 1                             | Colômbia     | Estádio Dubai Design District, Dubai       |
| 15:30           | Ryabko 5' · Bryshtel 8', 18', 32' | Relatório (BSWW) Relatório (FIFA) | De Ávila 36' | Público: 720 Árbitro: UAE Ibrahim Alraeesi |

| 20 de fevereiro | Japão                                                        | 6 – 4                             | Senegal                                     | Estádio Dubai Design District, Dubai          |
| 19:30           | Matsuo 16' · Matsuda 26', 32' · Oba 32', 35' (pen) · Ozu 35' | Relatório (BSWW) Relatório (FIFA) | Diatta 7' · Samb 14', 29' · Mam. Diagne 28' | Público: 2 511 Árbitro: ITA Saverio Bottalico |

### Grupo D
| Seleção  | P | J | V | V+ | VP | D | GP | GC | SG  |
| -------- | - | - | - | -- | -- | - | -- | -- | --- |
| Brasil   | 7 | 3 | 1 | 2  | 0  | 0 | 12 | 8  | +4  |
| Portugal | 6 | 3 | 2 | 0  | 0  | 1 | 13 | 7  | +6  |
| Omã      | 3 | 3 | 1 | 0  | 0  | 2 | 10 | 10 | 0   |
| México   | 0 | 3 | 0 | 0  | 0  | 3 | 7  | 17 | –10 |

| 16 de fevereiro | Portugal                                                                      | 8 – 2                             | México                      | Estádio Dubai Design District, Dubai                    |
| 17:00           | Léo Martins 1', 9', 14', 32', 32' · Bê Martins 4' · Lourenço 11' · Jordan 12' | Relatório (BSWW) Relatório (FIFA) | Acevedo 26' · Maldonado 33' | Público: 1 172 Árbitro: TAH Aurélien Planchais-Godefroy |

| 16 de fevereiro | Brasil                                                                | 5 – 3                             | Omã                                            | Estádio Dubai Design District, Dubai         |
| 21:00           | Edson Hulk 3' (pen), 29' · Mauricinho 6' · Catarino 11' · Rodrigo 12' | Relatório (BSWW) Relatório (FIFA) | Al Sauti 2' · Al Fazari 11' · K. Al Oraimi 15' | Público: 2 752 Árbitro: AZE Ingilab Mammadov |

| 18 de fevereiro | México                      | 2 – 5                             | Omã                                                                    | Estádio Dubai Design District, Dubai         |
| 15:30           | Castillo 12' · Martínez 13' | Relatório (BSWW) Relatório (FIFA) | Al Muraiki 1', 27' · Al Hindasi 17' · Al Araimi 24' · K. Al Oraimi 29' | Público: 1 416 Árbitro: POL Łukasz Ostrowski |

| 18 de fevereiro | Brasil                                     | 3 – 2 (pro)                       | Portugal                    | Estádio Dubai Design District, Dubai     |
| 19:30           | Rodrigo 6' · Catarino 18' · Mauricinho 38' | Relatório (BSWW) Relatório (FIFA) | Bê Martins 27' · Jordan 27' | Público: 3 458 Árbitro: DOM Juan Ángeles |

| 20 de fevereiro | Omã                             | 2 – 3                             | Portugal                          | Estádio Dubai Design District, Dubai   |
| 17:00           | Al Sauti 26' · K. Al Oraimi 36' | Relatório (BSWW) Relatório (FIFA) | Léo Martins 16', 36' · Jordan 20' | Público: 978 Árbitro: ARG Mariano Romo |

| 20 de fevereiro | México                                  | 3 – 4 (pro)                       | Brasil                                            | Estádio Dubai Design District, Dubai                   |
| 21:00           | Castillo 1' · Wbias 18' · Maldonado 35' | Relatório (BSWW) Relatório (FIFA) | Edson Hulk 7', 39' · Mauricinho 11' · Alisson 31' | Público: 3 458 Árbitro: ESP Francisco de Oses Bumedien |

## Fase final
|  | Quartas de final       | Quartas de final |                 |              | Semifinais     | Semifinais     |  |  | Final           | Final |
|  |                        |                  |                 |              |                |                |  |  |                 |       |
|  | 22 de fevereiro        |                  |                 |              |                |                |  |  |                 |       |
|  |                        |                  |                 |              |                |                |  |  |                 |       |
|  | Irã                    | 2                |                 |              |                |                |  |  |                 |       |
|  | Irã                    | 2                | 24 de fevereiro |              |                |                |  |  |                 |       |
|  | Emirados Árabes Unidos | 1                |                 |              |                |                |  |  |                 |       |
|  | Emirados Árabes Unidos | 1                | Irã             | 2            |                |                |  |  |                 |       |
|  | 22 de fevereiro        |                  | Irã             | 2            |                |                |  |  |                 |       |
|  |                        | Brasil           | 3               |              |                |                |  |  |                 |       |
|  | Brasil                 | Brasil           | 3               | 8            |                |                |  |  |                 |       |
|  | Brasil                 |                  | 25 de fevereiro | 8            |                |                |  |  |                 |       |
|  | Japão                  | 4                |                 |              |                |                |  |  |                 |       |
|  | Japão                  | 4                | Brasil          | 6            |                |                |  |  |                 |       |
|  | 22 de fevereiro        |                  | Brasil          | 6            |                |                |  |  |                 |       |
|  |                        | Itália           | 4               |              |                |                |  |  |                 |       |
|  | Itália                 | Itália           | 4               | 5            |                |                |  |  |                 |       |
|  | Itália                 | 24 de fevereiro  |                 | 5            |                |                |  |  |                 |       |
|  | Taiti                  | 2                |                 |              |                |                |  |  |                 |       |
|  | Taiti                  | 2                | Itália (pen)    | 3 (5)        | Terceiro lugar | Terceiro lugar |  |  |                 |       |
|  | 22 de fevereiro        |                  | Itália (pen)    | 3 (5)        | Terceiro lugar | Terceiro lugar |  |  |                 |       |
|  |                        | Bielorrússia     | 3 (4)           |              |                |                |  |  |                 |       |
|  | Bielorrússia (pro)     | Bielorrússia     | 3 (4)           | 4            | Irã            | 6              |  |  |                 |       |
|  | Bielorrússia (pro)     |                  |                 | 4            | Irã            | 6              |  |  |                 |       |
|  | Portugal               | 3                |                 | Bielorrússia | 1              |                |  |  |                 |       |
|  | Portugal               | 3                |                 |              | 1              |                |  |  |                 |       |
|  |                        |                  |                 |              |                |                |  |  | 25 de fevereiro |       |
|  |                        |                  |                 |              |                |                |  |  |                 |       |

### Quartas de final
| 22 de fevereiro | Brasil | 8 – 4                             | Japão                                 | Estádio Dubai Design District, Dubai     |
| 15:30           | Alisson 2', 25' · Bruno Xavier 7' · Rodrigo 10' · Filipe 20' · Brendo 20' · Edson Hulk 23' · Catarino 34' | Relatório (BSWW) Relatório (FIFA) | Yamada 27' · Oba 28', 33' · Kawai 29' | Público: 2 505 Árbitro: DOM Juan Ángeles |

| 22 de fevereiro | Bielorrússia                      | 4 – 3 (pro)                       | Portugal                                | Estádio Dubai Design District, Dubai        |
| 17:00           | Bryshtel 13', 14', 18' (pen), 39' | Relatório (BSWW) Relatório (FIFA) | Algarvio 9' · Jordan 23' · B. Lopes 29' | Público: 2 293 Árbitro: OMA Turki Al Salehi |

| 22 de fevereiro | Irã                         | 2 – 1                             | Emirados Árabes Unidos | Estádio Dubai Design District, Dubai            |
| 19:30           | Masoumi 17' · Mirjalili 23' | Relatório (BSWW) Relatório (FIFA) | Abbas 14'              | Público: 3 458 Árbitro: POR Sérgio Gomes Soares |

| 22 de fevereiro | Itália                                                       | 5 – 2                             | Taiti                    | Estádio Dubai Design District, Dubai     |
| 21:00           | Giordani 12', 17' · Bertacca 30' · Gentilin 34' · Remedi 35' | Relatório (BSWW) Relatório (FIFA) | Taiarui 3' · Tetauira 3' | Público: 1 901 Árbitro: ARG Mariano Romo |

### Semifinais
| 24 de fevereiro | Irã                         | 2 – 3                             | Brasil                              | Estádio Dubai Design District, Dubai         |
| 18:00           | Mirshekari 1' · Masoumi 13' | Relatório (BSWW) Relatório (FIFA) | Alisson 15' (pen), 27' · Brendo 36' | Público: 3 458 Árbitro: POL Łukasz Ostrowski |

| 24 de fevereiro | Itália                                  | 3 – 3 (pro)                       | Bielorrússia                  | Estádio Dubai Design District, Dubai       |
| 19:30           | Gentilin 20' · Giordani 24' · Zurlo 31' | Relatório (BSWW) Relatório (FIFA) | Bryshtel 4', 30' · Novikau 9' | Público: 3 458 Árbitro: PER Micke Palomino |

|                                      |       | Penalidades                              |  |
| Bertacca Fazzini Gentilin Alla Zurlo | 5 – 4 | Bryshtel Hardzetski Bokach Drozd Novikau |  |

### Terceiro lugar
| 25 de fevereiro | Irã                                                                                   | 6 – 1                             | Bielorrússia   | Estádio Dubai Design District, Dubai        |
| 18:00           | Mirshekari 2' · Mohammadpour 3' · Moradi 14' · Amiri 14' · Masoumi 20' · Mokhtari 33' | Relatório (BSWW) Relatório (FIFA) | Chaikouski 34' | Público: 3 333 Árbitro: URU Aecio Fernández |

### Final
| 25 de fevereiro | Brasil                                                                      | 6 – 4                             | Itália                              | Estádio Dubai Design District, Dubai     |
| 19:30           | Rodrigo 12', 19', 29' · Bruno Xavier 21' · Genovali 23' (g.c.) · Brendo 27' | Relatório (BSWW) Relatório (FIFA) | Genovali 4', 33' · Fazzini 19', 27' | Público: 3 458 Árbitro: DOM Juan Ángeles |

### Premiação
| Copa do Mundo de Futebol de Areia de 2024           |
| Brasil                                              |
| --------------------------------------------------- |
| BRASIL Campeão (15º título) (6º título na era-FIFA) |

Individuais
| Bola de Ouro                | Bola de Prata                            | Bola de Bronze                                   |
| --------------------------- | ---------------------------------------- | ------------------------------------------------ |
| ITA Josep Junior Gentilin   | BRA Mauricinho                           | BLR Ihar Bryshtel                                |
| Chuteira de Ouro            | Chuteira de Prata                        | Chuteira de Bronze                               |
| BLR Ihar Bryshtel (12 gols) | POR Léo Martins (7 gols; 4 assistências) | IRN Mohammadali Mokhtari (7 gols; 1 assistência) |
| Luva de Ouro                | Prêmio Fair Play                         | Prêmio Fair Play                                 |
| BRA Tiago Bobô              | Portugal                                 | Portugal                                         |